# Metepec, Hidalgo
Metepec là một đô thị thuộc bang Hidalgo, México. Năm 2005, dân số của đô thị này là 9278 người.